# 费启能
费启能（1906年—1981年），男，江苏启东人，中国机械工程专家，曾任第二、三、五届全国政协委员，第三届全国人大代表。